# Les Acacias
Les Acacias - literalmente As acácias - é um bairro de Genebra (Suíça) que tal como Les Pâquis ou Bois de la Bâtie denota a sua antiga origem campesina. Encontra-se entre a cidade de Genebra e a comuna suíça de Carouge.
Como o bairro Bois de la Bâtie, fica nas margens do rio Arve, Com características populares e habitacional, não deixa de ser a sede do banco privado Pictet & Cie e de um departamento do hospital universitário de Genebra a Universidade Farmácia.
O pont des Acacias liga este bairro com o de Plainpalais
Entre Les Acacias e Les Vernets encontra-se o :
- Centro desportivo des Vernets - rinque de patinagem gelado, e uma piscina,
- Centro desportivo de la Queue d'Arve - sala omnisports e velódromo